# 查尔斯·埃里克森
查尔斯·埃里克森（英語：Charles Ericksen，1875年6月20日—1916年2月23日），挪威、美国男子摔跤运动员。他曾代表美国参加1904年夏季奥林匹克运动会摔跤比赛，获得男子自由式次中量级金牌。